# مبدأ اللذة
مبدأ اللذة (بالألمانية: Lustprinzip)‏، هو السعي الغريزي للمتعة وتجنب الألم لتلبية الاحتياجات البيولوجية والنفسية. وبشكل أكثر دقة، مبدأ اللذة هو القوة الأساسية الموجهة للهو. وُضِعت التعاريف السابقة بناءً على التحليل النفسي الفرويدي.

## الأسلاف
أكد أبيقور في العالم القديم وجيريمي بنثام في العصر الحديث على دور المتعة في توجيه الحياة البشرية، إذ قال الأخير: «وُضِعَت الطبيعة البشرية تحت حكم سيدين مسيطرين هما الألم والمتعة».
كان جوستاف ثيودور فخنر وعلوم الطبيعة النفسية التي قدمها السلف والمرشد المباشر لفرويد.

## التطورات الفرويدية
استخدم فرويد فكرة أن العقل يبحث عن المتعة ويتجنب الألم في كتابه «مشروع لعلم النفس العلمي» الذي صدر عام 1895، وكذلك في الجزء النظري من «تفسير الأحلام» الذي صدر عام 1900، حيث أطلق على تلك الفكرة مصطلح «مبدأ عدم اللذة».
في عمله «مبدأين للوظيفة العقلية» الذي صدر عام 1911، تحدث فرويد لأول مرة عن مبدأ اللذة- عدم اللذة أو باختصار مبدأ اللذة وقارن بينها وبين مبدأ الحقيقة. في عام 1923، ربط مبدأ اللذة بالرغبة الجنسية ووصفه بالحارس المراقب. كذلك، اعتبر فرويد في كتابه «الحضارة وسخطها» الذي صدر عام 1930 أن مبدأ اللذة هو ببساطة ما يحدد الغرض من الحياة.
كتب فرويد عن القدرة المسيطرة لمبدأ اللذة في الحياة العقلية، لكنه أشار أيضًا بحذر إلى الميل القوي (وليس الدائم) للعقل نحو مبدأ اللذة.

## مبدأين
قارن فرويد مبدأ المتعة مع مفهوم مبدأ الحقيقة المعاكس الذي يصف القدرة على تأجيل إشباع الرغبة عندما يرفض الواقع الظرفي إشباعها الفوري. في مرحلة الرضاعة والطفولة المبكرة، يتحكم الهو بالسلوك بالخضوع لمبدأ المتعة فقط. يسعى الأشخاص في هذا العمر إلى الإشباع الفوري لرغباتهم -مثل الجوع والعطش، بينما يبحث الشخص في الأعمار اللاحقة عن الجنس.
النضج هو تعلم تحمل آلام تأجيل الإشباع. يقول فرويد إن الأنا ستتعلم أن تصبح منطقية، وبذلك لن يسمح الشخص لنفسه بالخضوع لمبدأ اللذة وإنما لمبدأ الواقع. عبر هذا الأخير، سيسعى الشخص إلى الحصول على المتعة، ولكن مع مراعاة الواقع الذي قد يؤجل الحصول على المتعة أو يقلل من الإحساس بها.

### ما وراء ذلك
في كتاب «ما وراء مبدأ اللذة» الذي نُشر في عام 1921، كتب فرويد عن الميول وراء مبدأ اللذة، أي الميول الأبسط منه والأكثر استقلالية عنه. من خلال دراسة دور التكرار القهري في السيطرة على مبدأ اللذة، طور فرويد في النهاية نظريته حول التناقض بين الغريزة الجنسية وغريزة الحياة ودافع الموت.